# تيري جينينغز
تيري جينينغز (بالإنجليزية: Terry Jennings)‏ هو ملحن أمريكي، ولد في 19 يوليو 1940 في إيغل روك في الولايات المتحدة، وتوفي في 11 ديسمبر 1981 في كاليفورنيا في الولايات المتحدة.

## وصلات خارجية
- تيري جينينغز على موقع ميوزك برينز (الإنجليزية)
- تيري جينينغز على موقع ديسكوغز (الإنجليزية)